# Sint-Agathaklooster (Delft)
Het Sint-Agathaklooster is een voormalig klooster aan het Sint Agathaplein in de stad Delft, in de Nederlandse provincie Zuid-Holland. Tegenwoordig is in het complex Museum Prinsenhof Delft gevestigd. Het complex behoort tot de Top 100 van de Rijksdienst voor de Monumentenzorg uit 1990.

## Geschiedenis
Het Sint-Agathaklooster was het eerste vrouwenklooster binnen de stadsmuren. Na 1390 kwam een groepje vrouwen, dat voor een geestelijk leven koos, van de Geerweg naar een huis aan de Oude Delft, achter de toren van de Oude Kerk. Kort daarna besloten de vrouwen om zich als kloostergemeenschap van de buitenwereld af te sluiten om hun leven te vullen met gebed, in absolute gehoorzaamheid aan de leidster, de mater (moeder), zonder persoonlijke bezittingen, en ongehuwd. In 1402 kregen zij daarvoor toestemming van het Delftse stadsbestuur. De bisschop van Utrecht erkende in 1404 het klooster definitief.
Alyd Busers (overleden in 1409) was een rijke weduwe die zich aan het eind van de veertiende eeuw — samen met haar dochter Aechte — aansloot bij een groep Delftse zusters. In 1403 nam deze groep een huis aan de Oude Delft in gebruik als klooster. Ze noemden dit klooster het Sint-Agathaklooster naar de heilige Agatha, de naamheilige van dochter Aechte. Alyd Busers werd de eerste moeder-overste. Zij werd opgevolgd door haar dochter Aechte. Omdat de groep zusters steeds groter werd, werd het klooster vele malen uitgebreid tot het het grootste (en ook rijkste) klooster binnen de muren van middeleeuws Delft werd. In zijn beste jaren herbergde het 125 zusters. De laatste rector van het katholieke klooster was priester-dichter Cornelis Muys, die in 1572 te Leiden vermoord werd door Willem II Lumey, opperbevelhebber van de Watergeuzen in dienst van de Nederlandse Opstand.
Na de Reformatie in de tweede helft van de zestiende eeuw werd het gebouwencomplex opgesplitst in afzonderlijk gebruikte delen. Een deel van de kapel bleef als thans Hervormde kerkelijke ruimte in gebruik en in de lange zuidelijke vleugel bleven nog enkele getolereerde kloosterzusters wonen.

### Willem van Oranje
Het overige gedeelte van de gebouwen werd ingericht als hof van Prins Willem van Oranje, die van 1572 tot 1584 regelmatig in het Sint-Agathaklooster verbleef. Daardoor staat het sindsdien bekend als 'Het Prinsenhof'. In 1584 werd hij in het Prinsenhof vermoord door Balthasar Gerards. Op de plek waar dit is gebeurd zijn de kogelgaten nog altijd te zien in de muur.

### Latere gebruikers
In 1657 werd het Prinsenhof gedeeltelijk ingericht als lakenhal. Van 1775 tot 1807 was er de Latijnse school van Delft gevestigd. Het kloostercomplex werd tussen 1932 en 1951 gerestaureerd tot een stedelijk museum. Vanaf 6 januari 2025 is het museum voorlopig gesloten voor een verbouwing. 

## Afbeeldingen

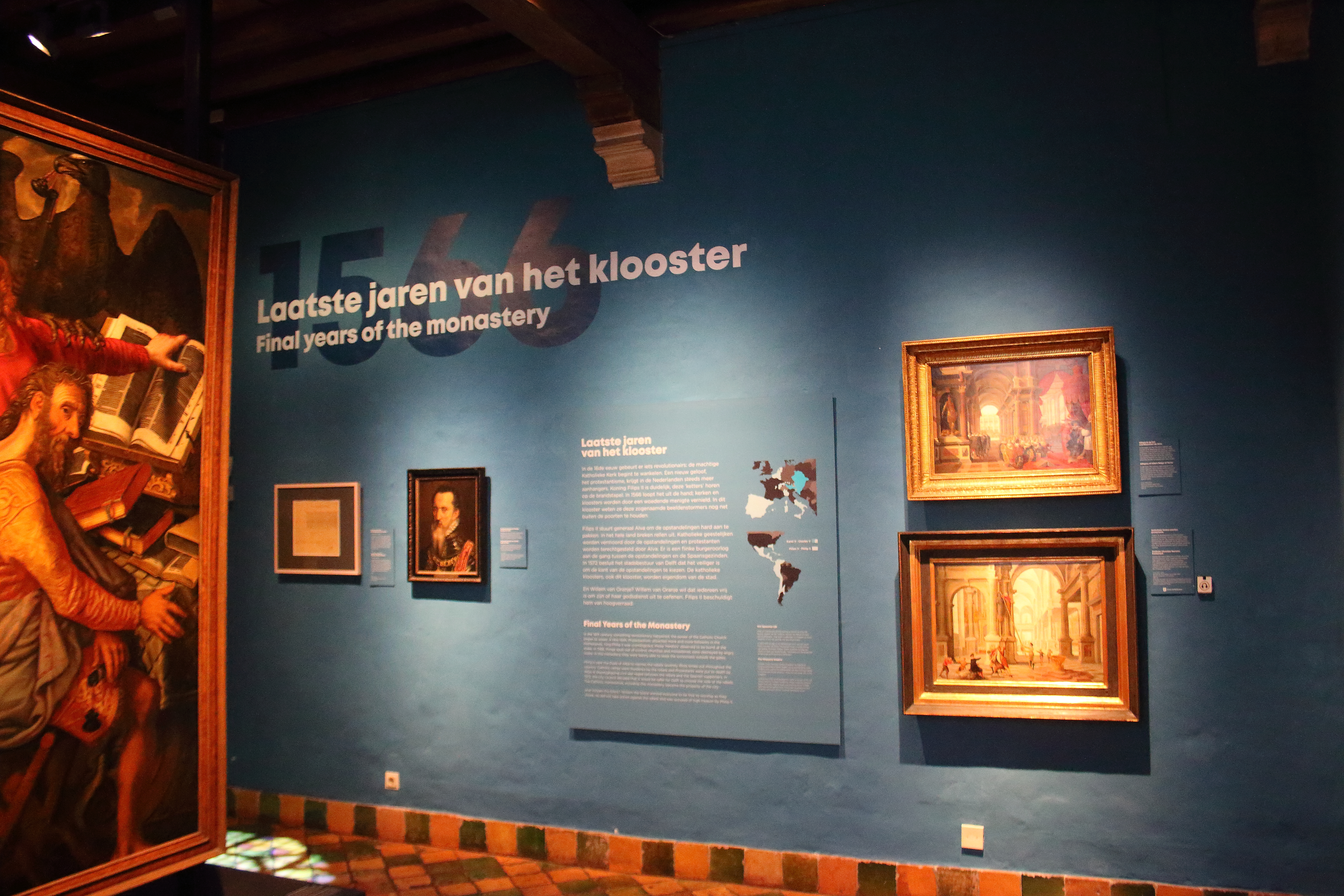
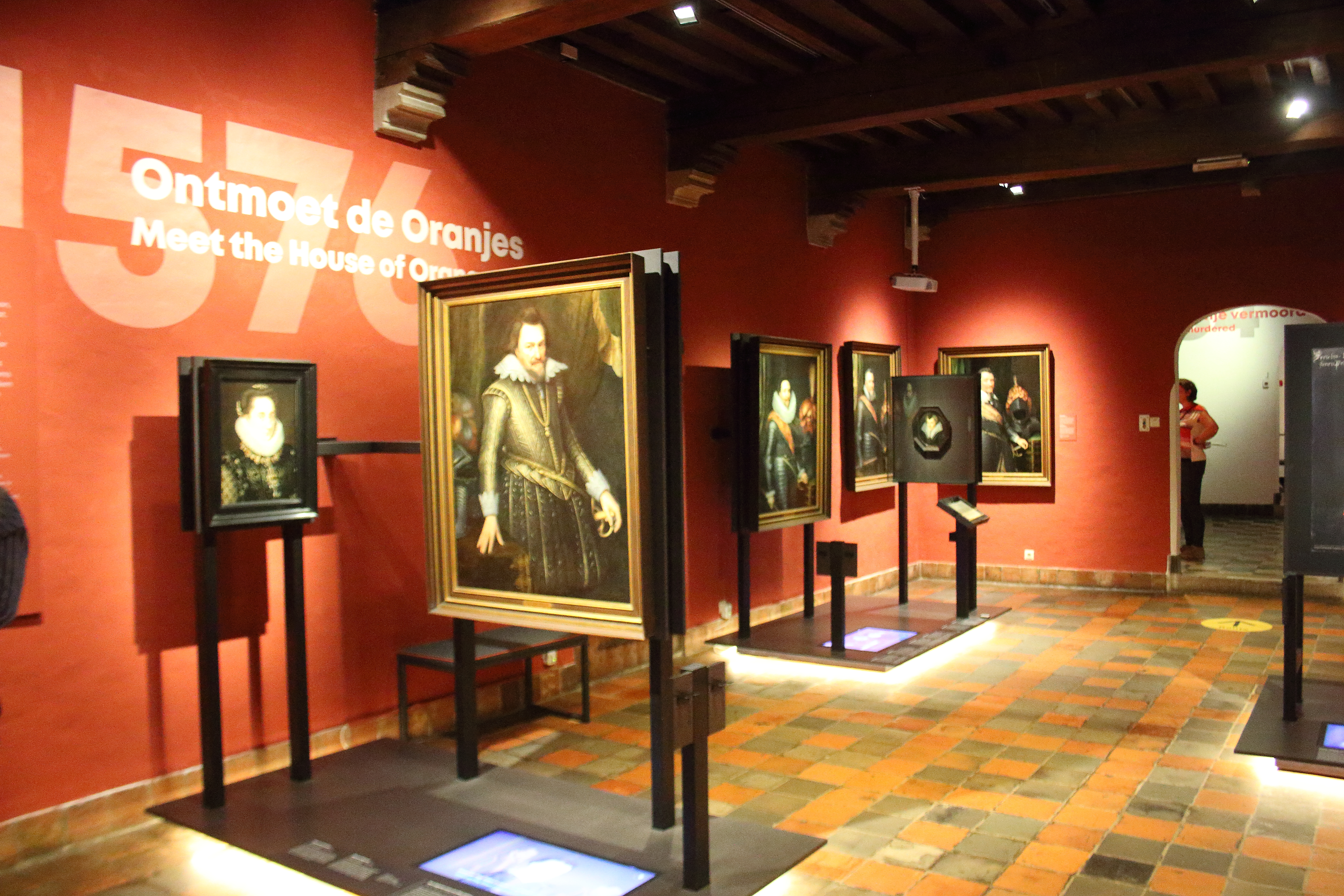
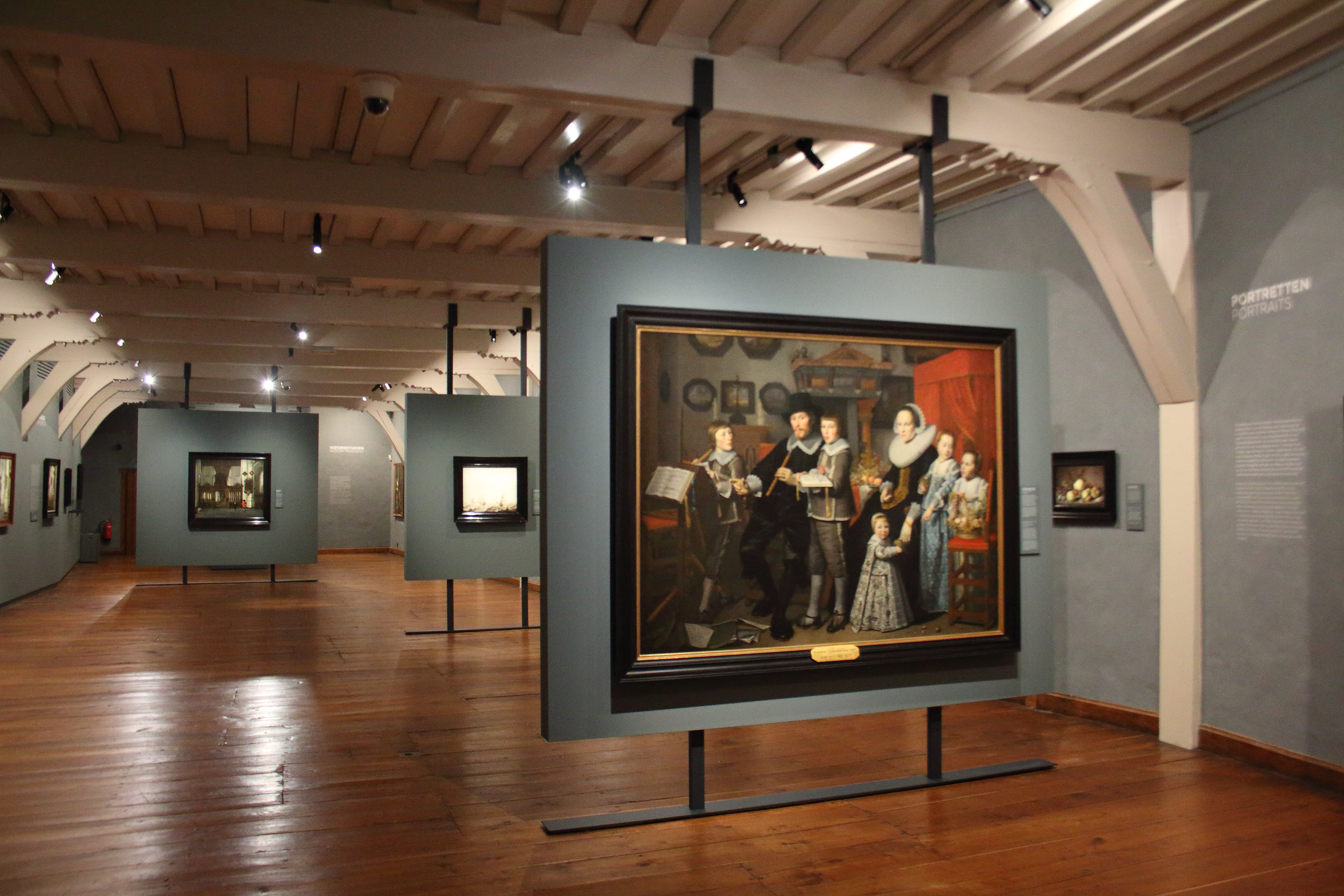
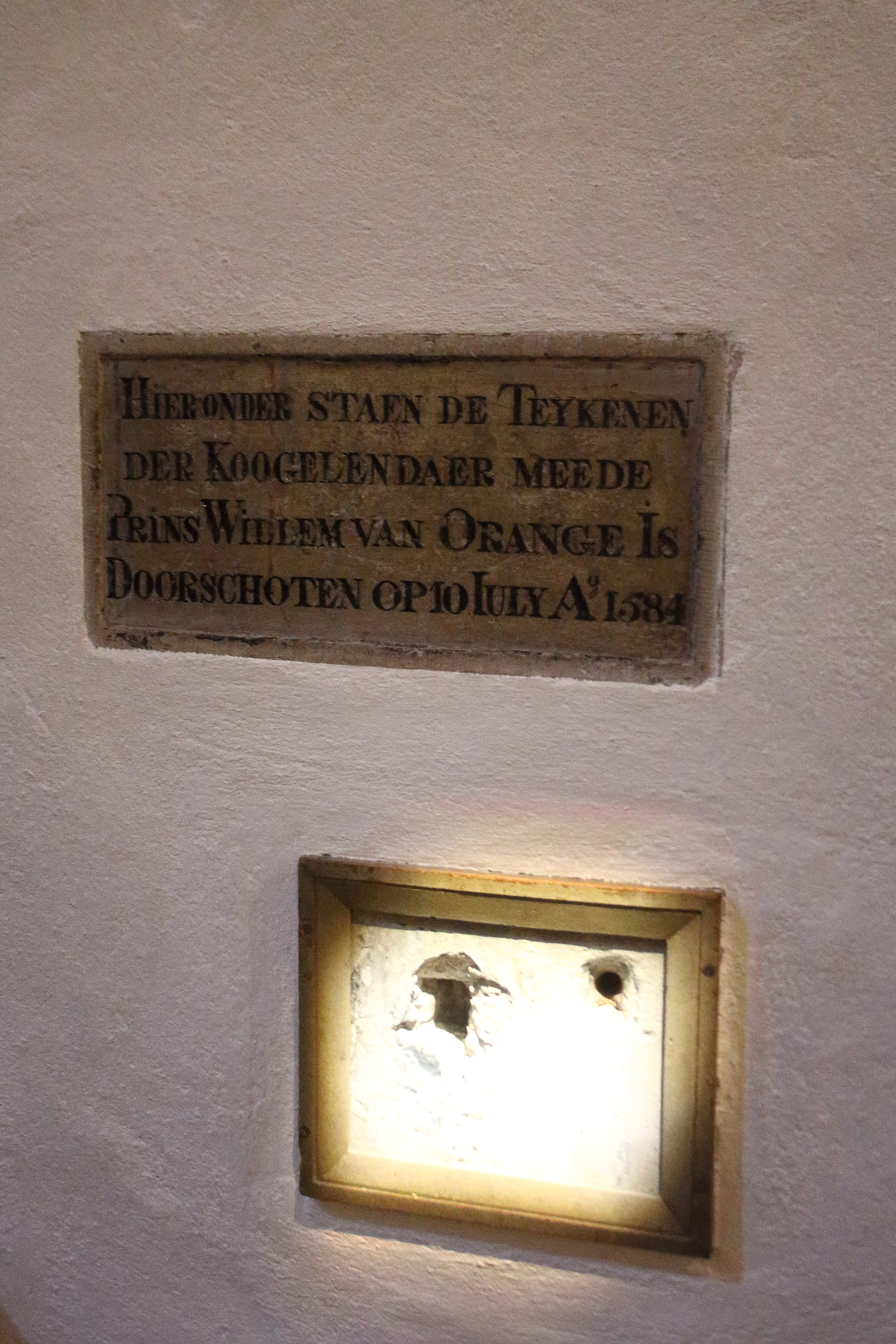
Kogelgaten als stille getuigen van de moord op Willem van Oranje
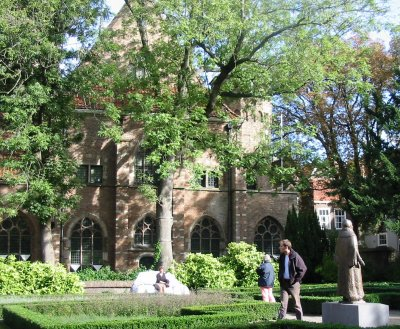
De tuin bij het Prinsenhof met uiterst rechts het standbeeld van Willem de Zwijger van Auke Hettema